# Tháp Tashkent
Tháp truyền hình Tashkent là một tháp cao 375 m, tọa lạc tại thủ đô Tashkent, Uzbekistan. Việc xây dựng tháp bắt đầu năm 1978 và bắt đầu vận hành sáu năm sau vào ngày 15 tháng 1 năm 1985.
Đây là một cấu trúc mút chìa đỡ bao lơn thẳng đứng và được chế tạo bằng thép. Công ty thiết kế là Terxiev, Tsarucov & Semashko.
Tháp có một tầng quan sát tại tầng có độ cao 97 m, và là cấu trúc cao thứ nhì ở Trung Á (cấu trúc cao nhất là ống khói của Nhà máy điện GRES-2).